# Чубукаран (Шаровский сельсовет)
Чубукара́н (баш. Сыбыҡаран) — деревня в Белебеевском районе Республики Башкортостан Российской Федерации. Входит в состав Шаровского сельсовета.
С 2005 современный статус.

## География

### Географическое положение
Расстояние до:
- районного центра (Белебей): 37 км,
- центра сельсовета (Шаровка): 12 км,
- ближайшей ж/д станции (Глуховская): 14 км.

## История
Название происходит от назв. реки Сыбыкаран (сыбы ‘долина’ и каран ‘полынья’).
Статус деревня, сельского населённого пункта, посёлок получил согласно Закону Республики Башкортостан от 20 июля 2005 года N 211-з «О внесении изменений в административно-территориальное устройство Республики Башкортостан в связи с образованием, объединением, упразднением и изменением статуса населенных пунктов, переносом административных центров», ст.1:

6. Изменить статус следующих населенных пунктов, установив тип поселения - деревня:
 
5)  в Белебеевском районе:…

т) поселка Чубукаран Шаровского сельсовета

## Население
| 2002 | 2009 | 2010 |
| ---- | ---- | ---- |
| 161  | ↘116 | ↘104 |

Национальный состав
Согласно переписи 2002 года, преобладающие национальности — русские	(33 %) и чуваши	(36 %) 